# Pisione levisetosa
Pisione levisetosa är en ringmaskart som beskrevs av Zhang, Westheide och Wu 1991. Pisione levisetosa ingår i släktet Pisione och familjen Pisionidae. Inga underarter finns listade i Catalogue of Life.